# Anemia microangiopática

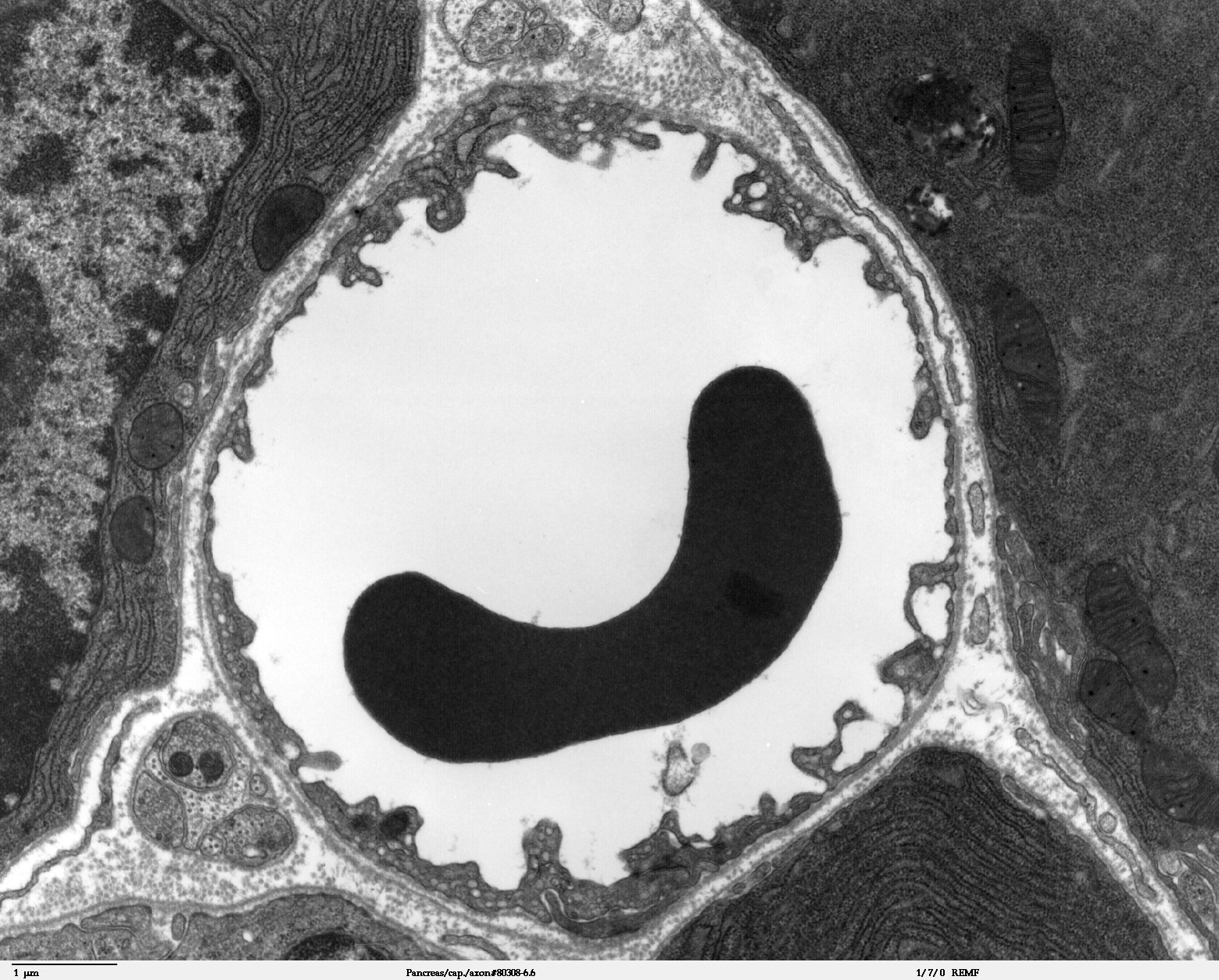
Un glóbulo rojo (semicírculo negro en el centro) dentro de un capilar sanguíneo.

La anemia microangiopática es una forma de anemia hemolítica que fragmenta y destruye glóbulos rojos en su tránsito por la sangre, por varios tipos de traumatismos mecánicos en los pequeños vasos sanguíneos. Cualquier factor que cause daño en el endotelio de los pequeños vasos o que cause depósito de fibrina en estos microvasos, tiende a presentar puntos de impacto en donde el glóbulo rojo circulante se fragmenta con consecuente lisis celular. Ciertas condiciones de origen cardíacas pueden también producir destrucción voluminosa de eritrocitos y anemia.

## Causas
Varios factores pueden causarle al eritrocito daños mecánicos en su paso por la microcirculación, entre las más frecuentes:
- Coagulación Intravascular Diseminada
- Síndrome urémico hemolítico
- Púrpura trombocitopénica trombótica
- Valvulopatías cardíacas
- Dehiscencias de prótesis valvulares.
- Anomalías propias de los pequeños vasos
- Estenosis aórtica
- Glomerulonefritis severa
- Preeclampsia \Eclampsia

## Diagnóstico

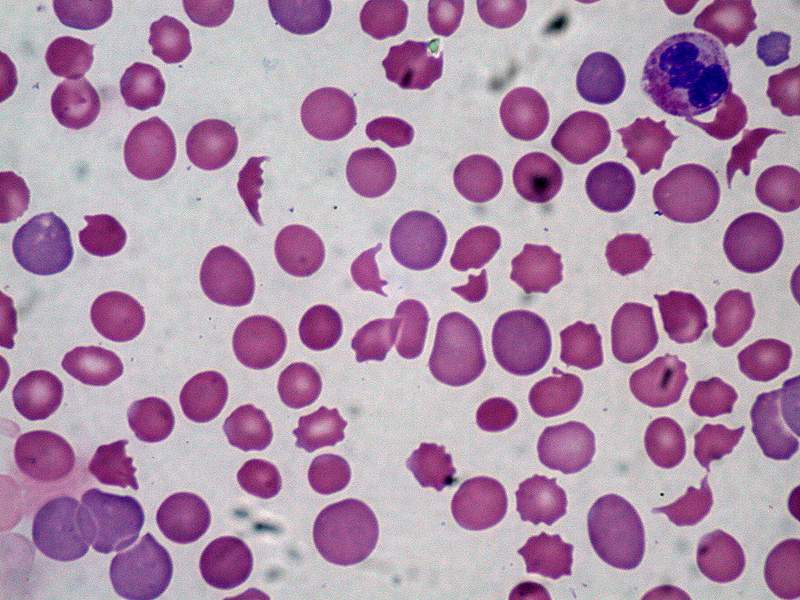
forma e sanguíneo mostrando glóbulos rojos fragmentados (esquistocitos) y otras morfologías eritrocíticas.

En un frotis sanguíneo se observan morfologías típicas en los hematíes. Entre ellas, anisocitosis, poiquilocitosis, esquistocitosis y policromasia. La anemia hemolítica puede cursar con hiperbilirrubinemia, hemosiderinuria e ictericia, en cuyo caso aparecen los síntomas de una anemia.